# Aloe subferox
Aloe subferox é uma espécie de liliopsida do gênero Aloe, pertencente à família Asphodelaceae.